# Myinodes constantina
Myinodes constantina är en fjärilsart som beskrevs av Hausmann 1994. Myinodes constantina ingår i släktet Myinodes och familjen mätare. Inga underarter finns listade i Catalogue of Life.